# گل قرمز

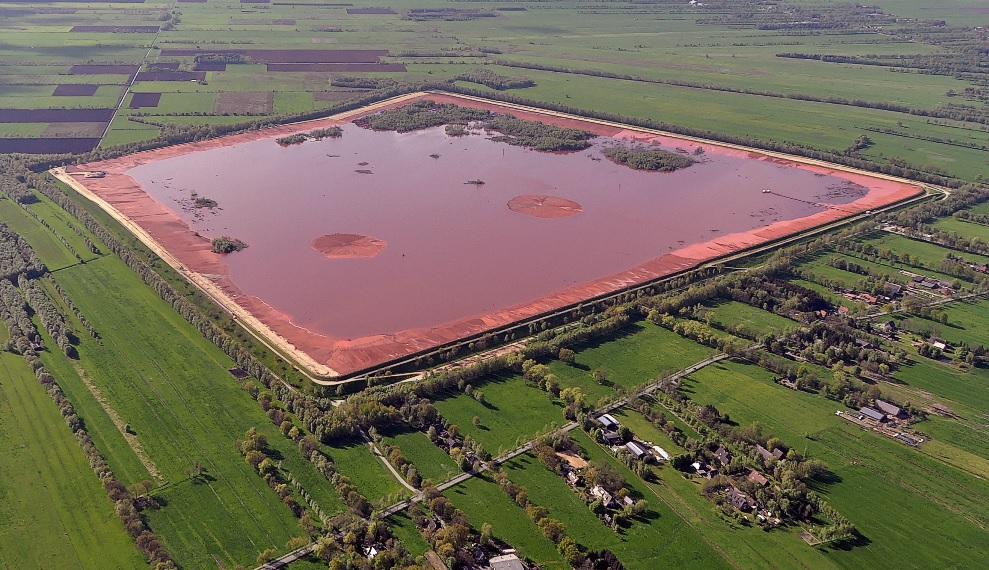
گِل قرمز در نزدیکی اشتدته (آلمان)

گِل قرمز یا لجن قرمز، یک مادهٔ زائد بسیار قلیایی است که عمدتاً از اکسید آهن در تهیهٔ صنعتی آلومینیوم تولید می‌شود. سالانه حدود ۷۷ میلیون تُن از این مواد خطرناک تولید می‌شود که می‌توان گل قرمز را یک مشکل جدی در صنعت استخراج معادن در نظر گرفت.

## تولید و ترکیب
گل قرمز، همچنین به‌عنوان ضایعات بوکسیت نامیده می‌شود. یک محصول جانبی فرایند بایر است و اصلی‌ترین روش پالایش بوکسیت در مسیر آلومینیوم اکسید محسوب می‌شود.
آلومینیوم اکسید حاصل، مادهٔ خام برای تولید آلومینیوم توسط فرایند فرایند هال–هرولت است.